# Gilbert Stuart (miniatura portretowa)
Gilbert Stuart – miniaturowy portret wykonany akwarelą na kości słoniowej przez amerykańską malarkę Sarah Goodridge. Przedstawia malarza Gilberta Stuarta i znajduje się w Smithsonian American Art Museum and the Renwick Gallery. Istnieją autorskie kopie tego portretu w kolekcjach Metropolitan Museum of Art, Museum of Fine Arts w Bostonie i National Portrait Gallery w Waszyngtonie.
Sarah Goodridge była malarką-autodydaktą specjalizującą się w miniaturowych portretach. Na wczesnym etapie swojej kariery poznała malarza Gilberta Stuarta, który zainteresował się jej twórczością. Stuart polecił jej brać lekcje w szkole rysunku oraz sam dawał instrukcje i oceniał prace, znacznie przyczyniając się do jej rozwoju jako artystki. W 1825 roku poprosił Goodridge, aby namalowała jego portret, przekonany, że nikt inny nie potrafiłby uchwycić jego osobowości. W rezultacie powstała realistyczna i wnikliwa miniatura z jego podobizną, krytykowana przez innych jako niepochlebna, ale wysoce ceniona przez samego Stuarta. Malarz oprawił ją w bransoletę splecioną z pukli włosów własnych i swej żony, a następnie podarował swojej matce w lipcu 1827 roku. Goodridge namalowała dodatkowe kopie tej miniatury, zaś Asher Brown Durand wykonał na jej podstawie rycinę.

Kopie autorskie
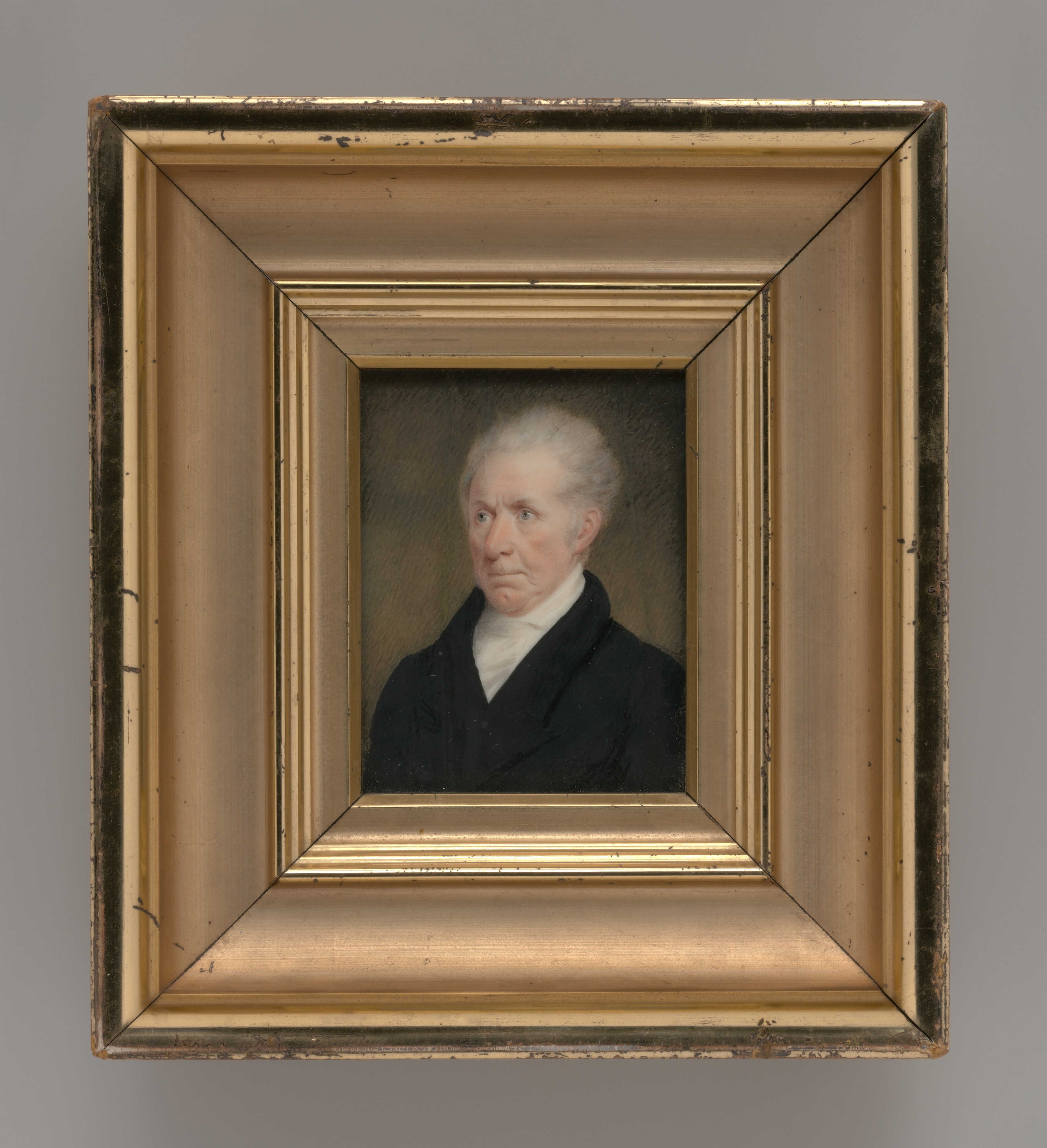
9,3 × 7,0 cm Metropolitan Museum of Art
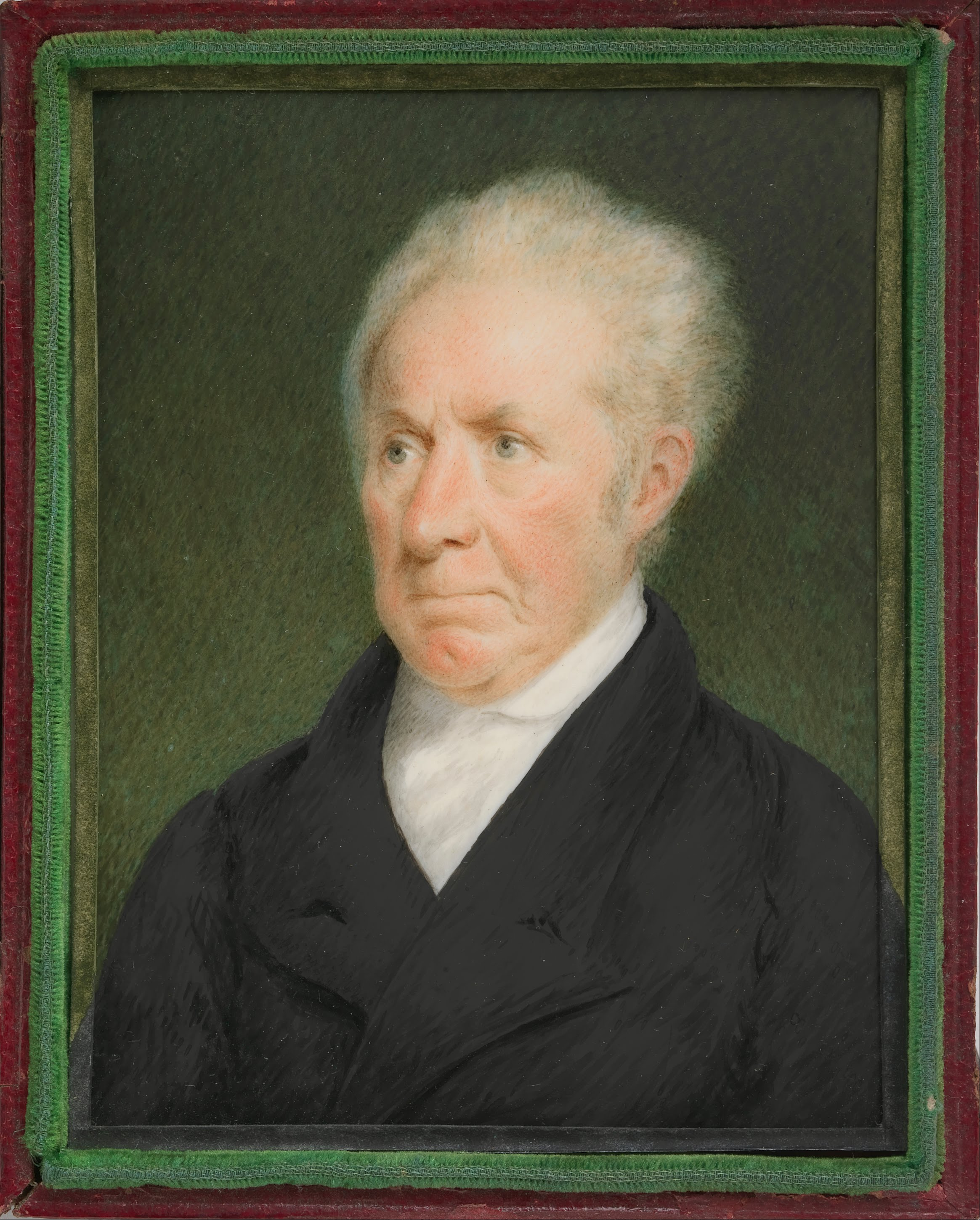
8,3 × 7,1 cm National Portrait Gallery w Waszyngtonie
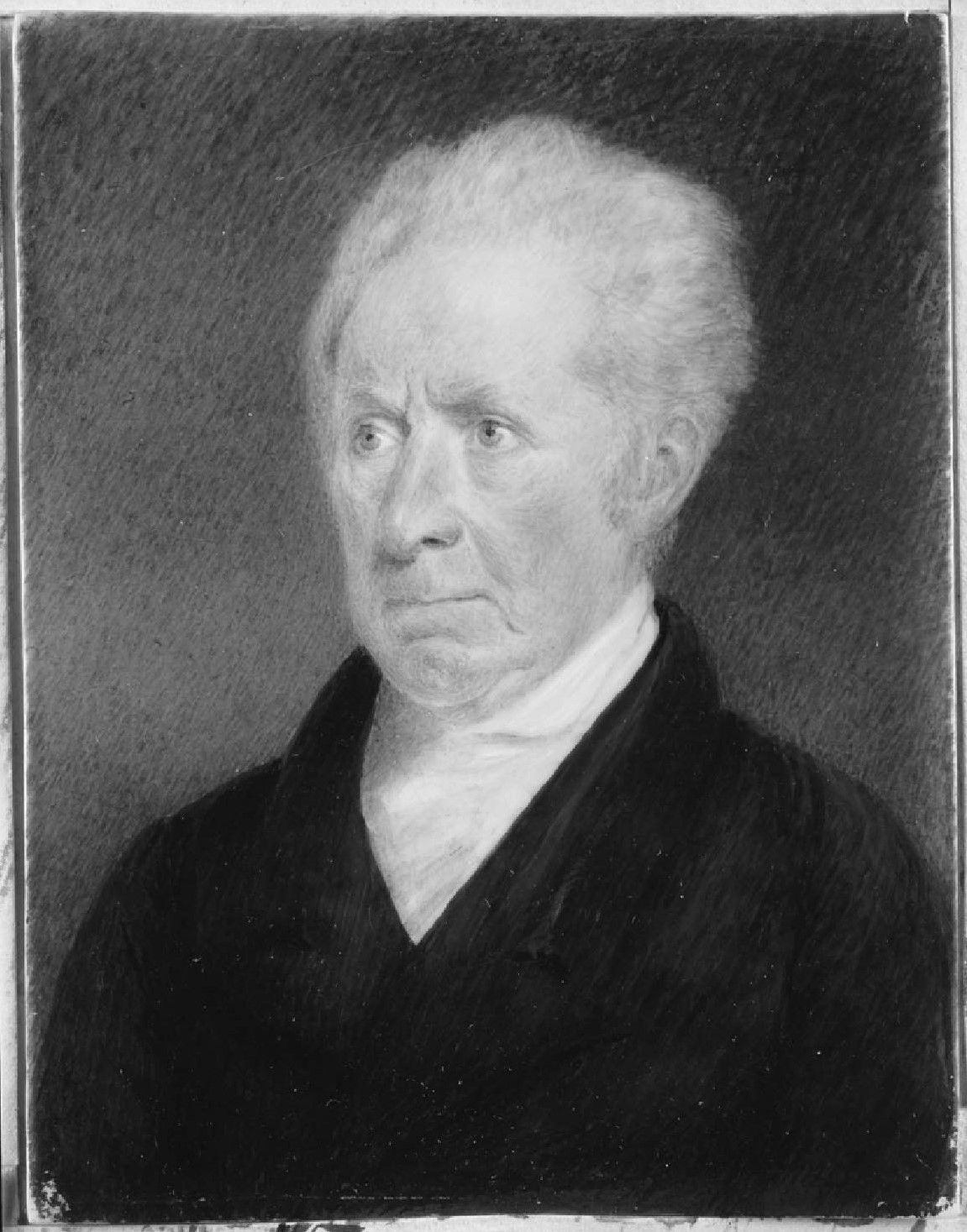
9,52 × 7,62 cm Museum of Fine Arts w Bostonie